# Тасеевский сельсовет
Тасеевский сельсовет — сельское поселение в Тасеевском районе Красноярского края.
Административный центр — село Тасеево.

## История
Статус и границы сельского поселения установлены Законом Красноярского края от 25 февраля 2005 года № 13-3116 «Об установлении границ и наделении соответствующим статусом муниципального образования Тасеевский район и находящихся в его границах иных муниципальных образований» (в редакции Закона Красноярского края от 21.02.2006 № 17-4196)

## Население
| 2010 | 2012  | 2013  | 2014  | 2015  | 2016  | 2017  |
| ---- | ----- | ----- | ----- | ----- | ----- | ----- |
| 8244 | ↘8147 | ↘8083 | ↘7983 | ↘7800 | ↘7619 | ↘7459 |

## Состав сельского поселения
В состав сельского поселения входят 4 населённых пункта:
| № | Населённый пункт | Тип населённого пункта       | Население |
| - | ---------------- | ---------------------------- | --------- |
| 1 | Буровой          | посёлок                      | 62        |
| 2 | Мурма            | деревня                      | 98        |
| 3 | Тасеево          | село, административный центр | ↘6664     |
| 4 | Щекатурово       | деревня                      | 46        |

В 2021 году была упразднена деревня Глинная.

## Местное самоуправление
Тасеевский сельский Совет депутатов
Дата избрания: 14.03.2010. Срок полномочий: 5 лет. Количество депутатов:  10
Глава муниципального образования
- Никоноров Ярослав Анатольевич. Дата избрания: 16.11.2015. Срок полномочий: 5 лет